# Irmgard Gaertner-Fichtner
Irmgard Gaertner-Fichtner, geb. Gaertner (* 27. Januar 1930 in Köln; † 16. Dezember 2018), war eine deutsche Volkswirtin und Politikerin (SPD).

## Biografie

### Ausbildung, Beruf und Familie
Gaertner nahm 1965 ein Studium der Volkswirtschaftslehre an der Rheinischen Friedrich-Wilhelms-Universität Bonn auf, das sie 1971 als Diplom-Volkswirtin abschloss.
Sie arbeitete zunächst als Referentin beim Deutschen Studentenwerk, war seit 1972 als wissenschaftliche Assistentin an der Universität Bonn tätig und übernahm 1974 Familien- und Sozialpolitikaufgaben beim Bundesministerium für Jugend, Familie und Gesundheit. Bis 1992 fungierte sie als Direktorin des Landeswohlfahrtsverbandes Hessen.
Sie war mit dem Juristen und Sozialwissenschaftler Otto Fichtner (1929–2013) verheiratet.

### Politik
Gaertner begann ihre politische Laufbahn in den 1960er-Jahren als Kommunalpolitikerin. In den 1970er-Jahren leistete sie Mitarbeit an der Psychiatriereform und 1982 wurde sie Landesrätin beim Landschaftsverband Rheinland. Vom 25. März 1992 bis zum 28. Februar 1994 sowie vom 16. März 1994 bis zum 4. Juli 1995 amtierte sie als Senatorin für Gesundheit, Jugend und Soziales in dem von Bürgermeister Klaus Wedemeier geführten Senat der Freien Hansestadt Bremen. Aufgrund einer Unregelmäßigkeit, die der Bremer Staatsgerichtshof feststellte – ihre Wahl zur Senatorin im März 1992 war wegen ihres damaligen auswärtigen Hauptwohnsitzes (in Kassel) ungültig – übernahm Sabine Uhl in der Zwischenzeit ihr Regierungsamt geschäftsführend. Während ihrer Amtszeit als Gesundheitssenatorin oblag Gaertner unter anderem die Aufsicht über das Methadon-Programm für Drogenabhängige in der Hansestadt.